# Paralelo 3 norte
El paralelo 3 Norte es un paralelo que está 3 grados a norte del plano ecuatorial de la Tierra.
Comenzando en el meridiano de Greenwich y tomando la dirección este, el paralelo 3º Norte pasa sucesivamente por:
| País, territorio o mar          | Notas                                                     |
| ------------------------------- | --------------------------------------------------------- |
| Océano Atlántico                | Golfo de Guinea - pasa al sur de Bioko, Guinea Ecuatorial |
| Camerún                         |                                                           |
| República Centroafricana        |                                                           |
| República del Congo             |                                                           |
| República Democrática del Congo |                                                           |
| Uganda                          |                                                           |
| Kenia                           | Pasa en el Lago Turkana                                   |
| Somalia                         |                                                           |
| Océano Índico                   | Mar Arábigo                                               |
| Maldivas                        |                                                           |
| Océano Índico                   |                                                           |
| Indonesia                       | Sumatra                                                   |
| Estrecho de Malaca              |                                                           |
| Malasia                         |                                                           |
| Mar de la China Meridional      |                                                           |
| Indonesia                       | Islas Anambas                                             |
| Mar de la China Meridional      |                                                           |
| Malasia                         | Sarawak, Borneo                                           |
| Indonesia                       | Borneo                                                    |
| Mar de Celebes                  |                                                           |
| Mar de las Molucas              |                                                           |
| Océano Pacífico                 | Pasa al sur del atolón Butaritari, Kiribati               |
| Colombia                        | Isla Gorgona y continente                                 |
| Venezuela                       |                                                           |
| Brasil                          |                                                           |
| Guyana                          | Incluyendo territorio reclamado por la Venezuela          |
| Surinam                         |                                                           |
| Francia                         | Guayana Francesa                                          |
| Brasil                          |                                                           |
| Océano Atlántico                |                                                           |